# Кондратюк, Даниил Фёдорович
Даниил Фёдорович Кондратюк (укр. Даниїл Федорович Кондратюк; 11 декабря 1896, Ватин, Волынская губерния — 30 октября 1956, Москва) — советский военный лётчик, генерал-лейтенант авиации (1943).

## Биография
Украинец. С августа 1915 года служил прапорщиком в русской армии.
С ноября 1917 года — В Красной гвардии, с 1918 года — в Красной Армии. В годы Гражданской войны воевал на Южном и Кавказском фронтах.
В 1923 году окончил Высшую кавалерийскую школу (Петроград), в 1925 году — военную школу лётчиков-наблюдателей (Петроград). Служил лётчиком-наблюдателем, старшим лётчиком-наблюдателем, инструктором школы лётчиков и лётчиков-наблюдателей (Оренбург). В 1931 году окончил курсы усовершенствования начальствующего состава при Военно-воздушной академии им. профессора Н. Е. Жуковского, в 1936 году — Высшую лётно-тактическую школу ВВС (Липецк).
Служил командиром отряда, начальником отдела школы, командиром авиационной эскадрильи, авиационной бригады. С февраля 1940 года — заместитель командующего ВВС 1-й армейской группы, с августа 1940 года — командир 37-й авиационной дивизии Забайкальского военного округа. Постановлением СНК СССР № 945 от 04.06.1940 присвоено звание «генерал-майор авиации». В апреле 1941 года был снят с должности приказом наркома обороны СССР.
В Великую Отечественную войну, с июля 1941 года, — начальник Тамбовской военной авиационной школы пилотов.
В сентябре 1941 года назначен заместителем командующего ВВС Северо-Западного фронта, затем — командиром 2-й ударной авиационной группой.
С апреля 1942 года — командующий ВВС Западного фронта, с 14 мая 1942 года — командующий ВВС Северо-Западного фронта, с 14 июня — командующий 6-й воздушной армией. По его инициативе были разработаны и использованы в боевых действиях авиасоединений и авиачастей 6-й воздушной армии важные руководства: «Организация управления авиации над полем боя», «Методы борьбы с транспортной авиацией противника». 5 января 1943 года присвоено звание «генерал-лейтенант».
С января 1943 года — начальник Главного управления боевой подготовки фронтовой авиации — заместитель командующего ВВС Красной Армии. С февраля 1944 года — командующий ВВС Южно-Уральского военного округа, затем ВВС Кубанского и Приволжского военных округов (по 1949 год).
С апреля 1949 года — командующий 29-й воздушной армией, с февраля 1951 года — командующий 48-й воздушной армией.
Вышел в отставку в июле 1953 году.

## Награды
- орден Ленина (21.02.1945)[5]
- три ордена Красного Знамени (3.05.1942, 3.11.1944, 6.11.1947)
- орден Суворова 2-й степени (28.09.1943)
- медали.